# Amandus Bonnesen
Amandus Bonnesen, född 18 juni 1871, död 27 april 1929 i Stockholm, var en dansk cirkusartist. Bonnesen bildade tillsammans med Theodor Gjedsted clownparet Pelle Gjedsted och Amandus.

## Filmmedverkan
- 1923 – Gamla gatans karneval